# 义 (分子生物学)

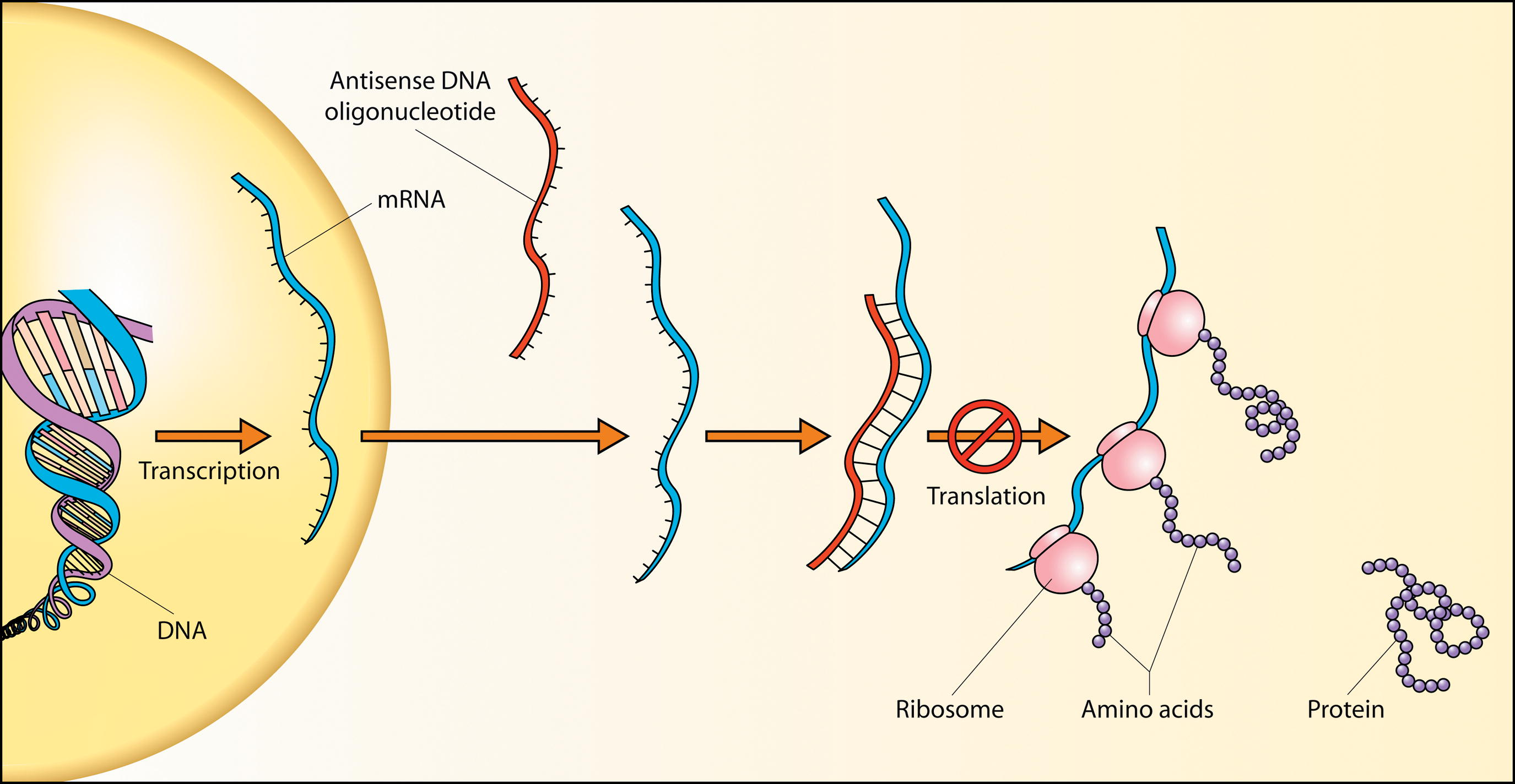
圖示反義DNA鏈可以妨礙蛋白質轉譯。

“义”（英語：Sense）在分子生物学中指一段核酸分子（如DNA与RNA）及其互补序列，在指定合成RNA序列（转录）或指定合成氨基酸序列（转译）中的作用性质。
例如，若RNA含有一个可被翻译为多肽的编码区，则该段RNA称为：正义链（股）、有义链（股），或简称：正链、正股、正义、有义；反之，若RNA需要先形成mRNA，再合成蛋白质，则其为：负义链（股）、反义链（股），或简称：负链、负股、负义、反义。